# Distretto di Jung (Incheon)
Jung (Hangŭl: 중구; Hanja: 中區) è un distretto di Incheon. Ha una superficie di 110,6 km² e una popolazione di 95.116 abitanti al 2005.